# Tatocnemis denticularis
Tatocnemis denticularis – gatunek ważki z monotypowej rodziny Tatocnemididae. Endemit Madagaskaru; znany tylko z dwóch stanowisk we wschodniej części wyspy: La Mandraka (miejsce typowe) i Tolongoina, skąd pozyskano okazy w 1955 i 2006 roku.